# Szymanów (Świdnica)
Pour les articles homonymes, voir Szymanów.
Szymanów est une localité polonaise de la gmina de Dobromierz, située dans le powiat de Świdnica en voïvodie de Basse-Silésie.